# ليف جي. دبليو. بيرسون
ليف جي. دبليو. بيرسون (بالسويدية: Leif G.W. Persson)‏ هو عالم جريمة ومؤلف وكاتب وكاتب سيناريو سويدي، ولد في 12 مارس 1945 في ستوكهولم في السويد.

## وصلات خارجية
- الموقع الرسمي
- ليف جي. دبليو. بيرسون على موقع IMDb (الإنجليزية)
- ليف جي. دبليو. بيرسون على موقع قاعدة بيانات الفيلم (الإنجليزية)